# Жмакин, Дмитрий Георгиевич
Дмитрий Георгиевич Жмакин (1904—1974) — советский военно-морской деятель, контр-адмирал.

## Биография
Родился 13 июня 1904 года в с. Владимировка Херсонской губернии (ныне Казанковский район, Николаевская область).
В ВМФ — с 25.09.1921 года. В 1921 году был призван в Военно-морской флот краснофлотцем 2-го Балтийского флотского экипажа. В октябре 1922 года окончил электро-минную школу Учебного отряда по специальности — электрик, а в 1924 году — школу подводного плавания Морских сил Балтийского моря (по специальности — санитар).
В 1924 году поступил в Военно-морское училище имени М. В. Фрунзе, которое окончил в октябре 1927 года. Корабельную курсантскую практику проходил на линкоре «Марат». Офицерскую службу начал штурманом на подводной лодке «Большевик». В 1929 году назначен командиром плавбазы «Смольный», затем флагманским секретарём 1-го дивизиона подводных лодок, минным специалистом и помощником командира подводной лодки «Красногвардеец». Параллельно со службой на флоте в 1930 году окончил Специальные курсы командного состава ВМС РККА, а в 1932—1933 годах учился заочно в Военно-политической академии имени Н. Г. Толмачева в Ленинграде.
В феврале 1933 года был назначен командиром подводной лодки «Карась», в сентябре 1934 года — командиром ПЛ «Щ-111», в 1936 году — командиром 3-го дивизиона подводных лодок, а в 1937 году начальником штаба 2-й морской бригады Тихоокеанского флота.
Был репрессирован. В 1938 году, когда он находился в тюрьме, был подписан приказ о его награждении орденом Красной Звезды.
7 июля 1939 года капитан 2 ранга Жмакин Д. Г. восстановлен в кадрах ВМФ и назначен преподавателем ВПКС ПП ТОФ. С августа 1939 года — старший инспектор инспекции подводных лодок Управления боевой подготовки ВМФ до начала Великой Отечественной войны.

### Участие в Великой Отечественной войне
В июле 1941 года капитан 1 ранга Жмакин Д. Г. был прикомандирован к оперативному отделу штаба Северного флота. В октябре 1941 года назначен командиром 66-й стрелковой морской бригады Приволжского военного округа. Бригада была сформирована из личного состава Тихоокеанского флота и Краснознамённой Амурской флотилии и воевала в составе Карельского фронта.
В апреле 1942 года назначен начальником 2-го отделения, старшим инспектором инспекции подготовки противолодочной обороны УБП ВМФ. В сентябре 1942 года назначен командиром Астраханской военно-морской базы. В ходе Сталинградской битвы руководил перевозками по Волге войск и техники ПВО. С 1 января 1943 года — начальник 3-го отдела (подготовки и инспектирования ПЛО) Управления подводного плавания ВМФ. В августе 1944 года был назначен командиром Новоземельской ВМБ СФ. Руководил организацией конвоев и проводкой их в оперативной зоне базы, боевой службой отдельных районов, использованием авиации в арктических условиях, защитой коммуникаций от подводных лодок противника.

### Послевоенный период
С декабря 1945 года — командир Иоканьгской ВМБ СФ, с июня 1947 года — командир Главной базы 4-го ВМФ в Балтийске.
В июле 1948 года был назначен первым начальником 2-го ВВМИУ в г. Пушкине Ленинградской области, однако вскоре после назначения был откомандирован в ЭОН по перебазированию кораблей и фактически приступил к руководству училищем в октябре 1948 года.
27 января 1951 года присвоено звание контр-адмирал. С октября 1952 по январь 1953 находился в распоряжении Управления кадров ВМС СССР. В 1955 году был назначен старшим преподавателем кафедры стратегии и оперативного искусства, в 1957 году — начальником кафедры противолодочной обороны Военно-морской академии.
В марте 1961 года уволен в отставку по болезни.
Умер 17 сентября 1974 года в Ленинграде. Похоронен на Богословском кладбище.

## Награды
- Орден Ленина ;
- Орден Красного Знамени (1944)[9];
- Орден Красного Знамени (1944)[10];
- Орден Красного Знамени (1951);
- Орден Отечественной войны I степени (1945)[11];
- Орден Красной Звезды (1938);
- Медаль «За оборону Кавказа»[12];
- Медаль «За оборону Сталинграда»[12];
- Медаль «За оборону Советского Заполярья»[12];
- Медаль «За победу над Германией в Великой Отечественной войне 1941—1945 гг.» (1945);
- и другие медали.